# Jacek Soliński
Jacek Soliński (sinh năm 1957 tại Bydgoszcz) là một họa sĩ, nhiếp ảnh gia, nhà báo và nhà xuất bản người Ba Lan. Từ năm 1979 đến nay, ông và Jan Kaja cùng điều hành một phòng trưng bày nghệ thuật có tên là Authors' Gallery (org. Galeria Autorska) ở Bydgoszcz. Jacek Soliński là thành viên của Hiệp hội các nghệ sĩ và nhà thiết kế Ba Lan (ZPAP). Năm 2015, ông được nhận huy chương đặc biệt của Bộ Văn hóa và Di sản Quốc gia (Ba Lan) vì những đóng góp cho văn hóa Ba Lan.

## Sự nghiệp
Trong thập niên 1980, Jacek Soliński chuẩn bị tài liệu về các hoạt động của phòng trưng bày và cho ra mắt ba cuốn sách và năm tập thơ ông sáng tác bằng kỹ thuật in khắc nổi. Cùng với Jan Kaja, ông biên soạn và phát hành một số sách nghệ thuật chuyên khảo dành cho họa sĩ.
Jacek Soliński đã tổ chức hàng chục triển lãm cá nhân (ở Ba Lan: Bydgoszcz, Gdańsk, Sopot, Toruń, Warszawa, Łódź, Kraków, Lublin; và ở nước ngoài: Paris, Rome, Tokyo, Edinburgh).
Từ năm 1986 đến nay, hàng năm Jacek Soliński đều tổ chức triển lãm tranh in khắc nổi tại phòng trưng bày Authors' Gallery. Ông đã phát hành gân môt chục ấn bản là các tác phẩm tự sáng tác bằng cách thể hiện các thể loại văn trào phúng, kinh cầu, thơ và văn xuôi lên tranh in khắc nổi. Jacek Soliński là tác giả của nhiều bức tranh in khắc nổi và bộ tranh vẽ 366 thiên thần mang tên ″Guardians of time″.

## Tranh in khắc nổi (tiêu biểu)

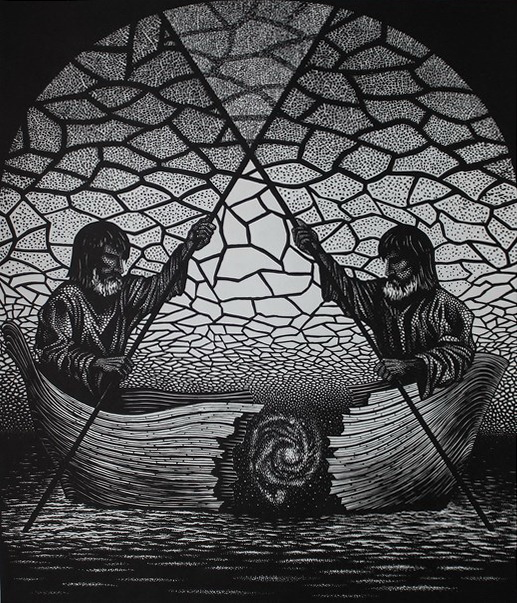
"Nauka pokory" (1988-2001)
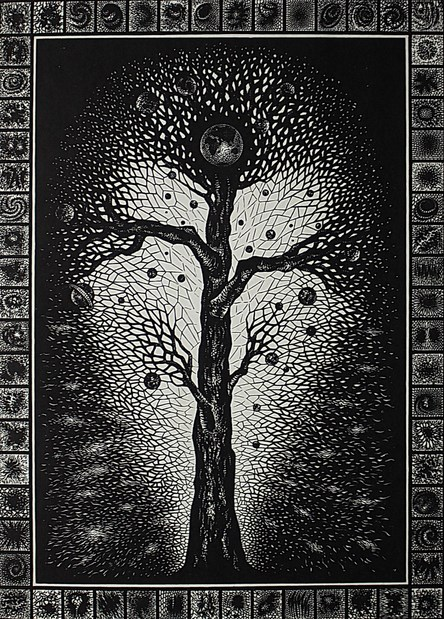
"Drzewo Wszechświata" (I-IV 1990)
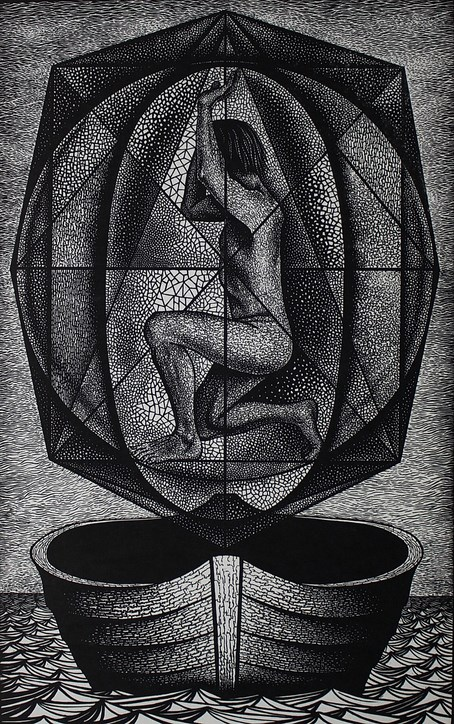
"Wyznaczona pora" (IV-V 1992)
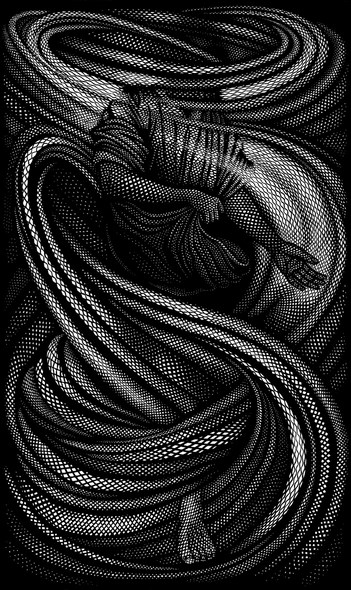
"Siewca i wiatr (1993)
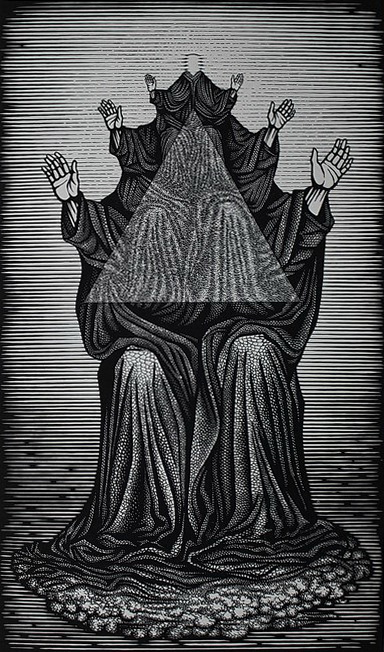
"Wypowiedzenie imienia" (VI 1994)
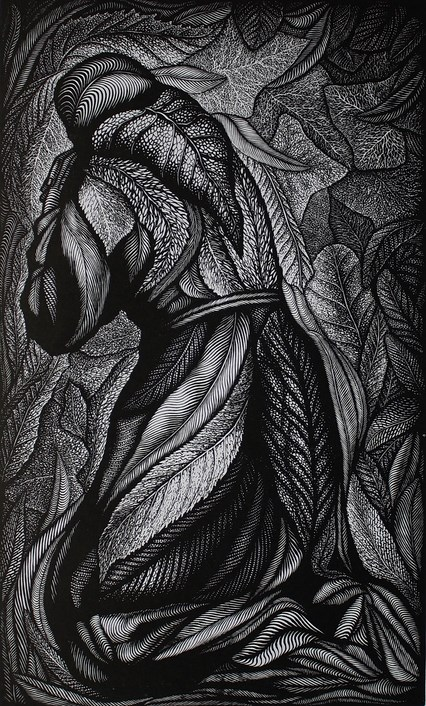
"Słuchanie szelestu liścia" (VI 1994)
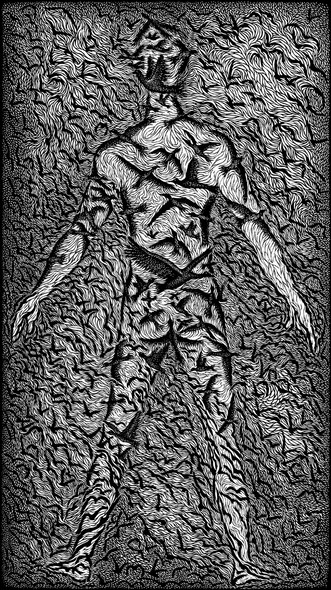
"W każdym momencie" (1995)
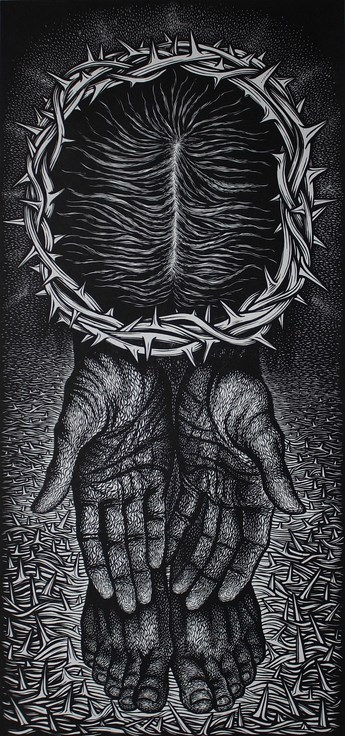
"Przesłanie dla podróżnych" (VII-VIII 1996)
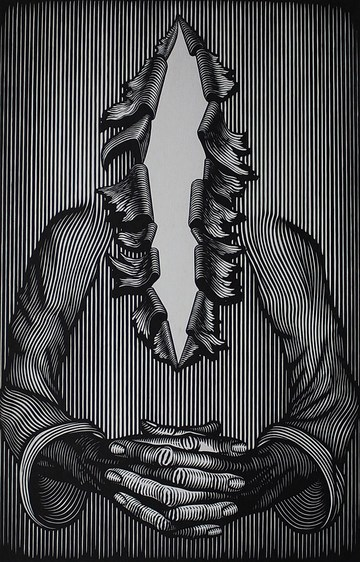
"Otwieranie obecności" (VIII 1996)
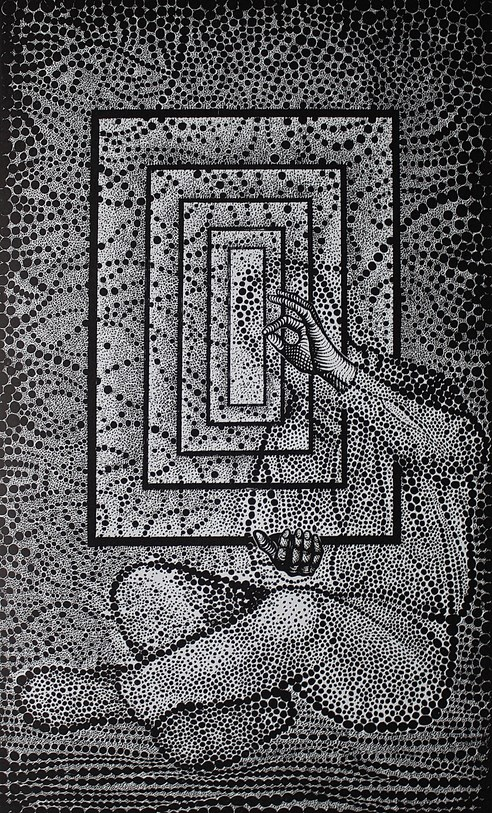
"Układanie kamyków"(IX 2001)
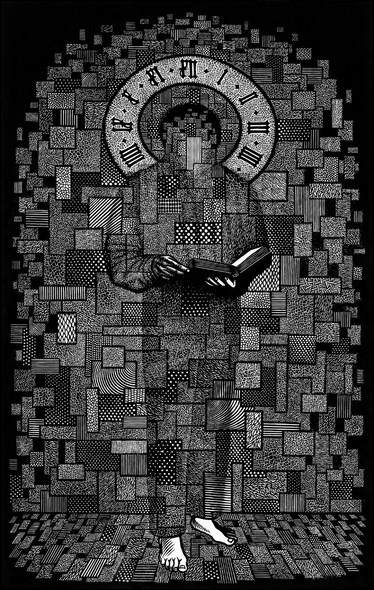
"... i szum jego słyszysz, lecz nie wiesz, skąd pochodzi i dokąd zmierza"  (V-VI 2002)
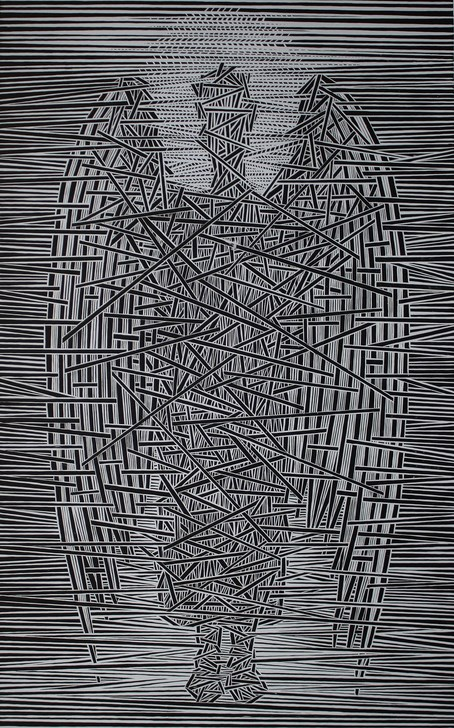
bez tytułu (IX 2002)
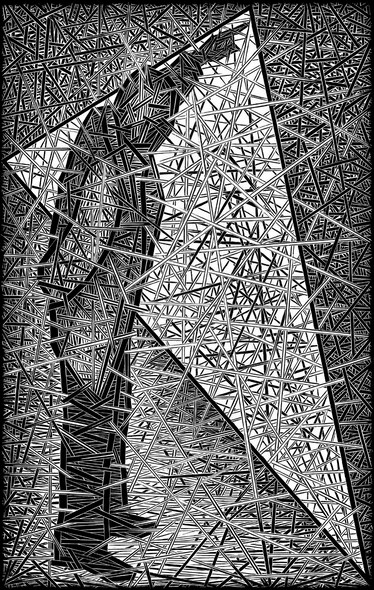
"Domniemana przestrzeń" (2009)
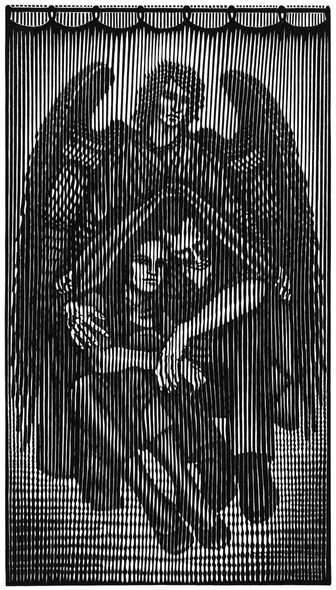
"Zasłona" (2015)

## Tranh ("Guardians of time" - (tiêu biểu))

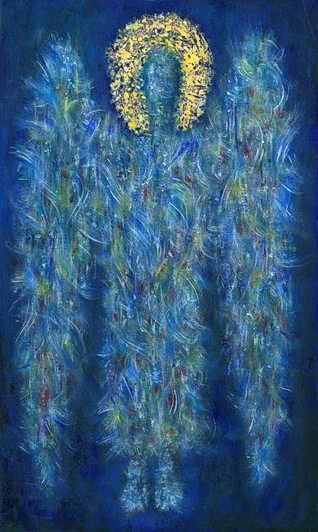
Thiên thần của ngày thứ nhất (v.2)
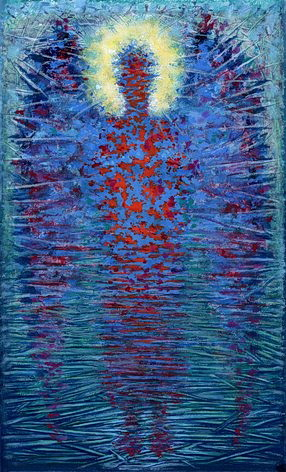
Thiên thần của ngày thứ 29.
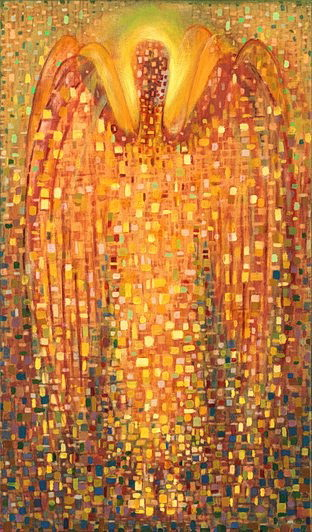
Thiên thần của ngày thứ 114.
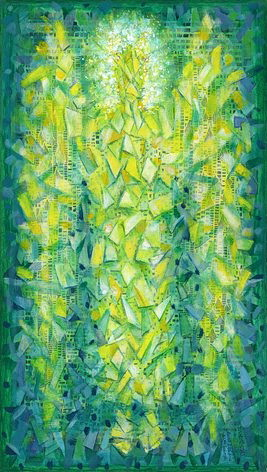
Thiên thần của ngày thứ 116.
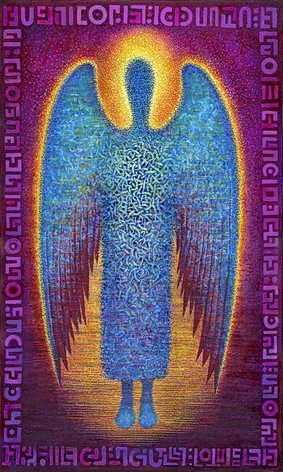
Thiên thần của ngày thứ 165.
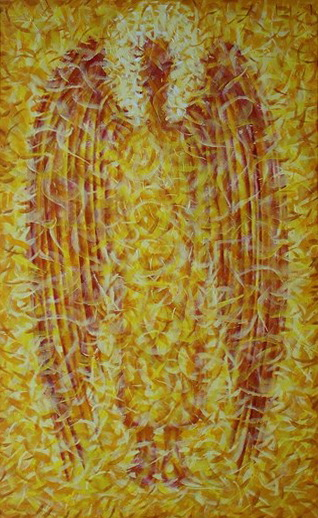
Thiên thần của ngày thứ 168.
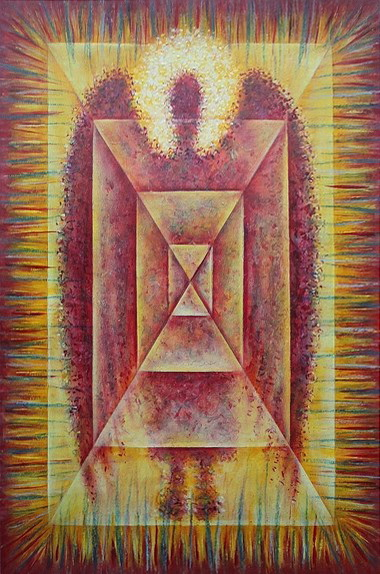
Thiên thần của ngày thứ 169.
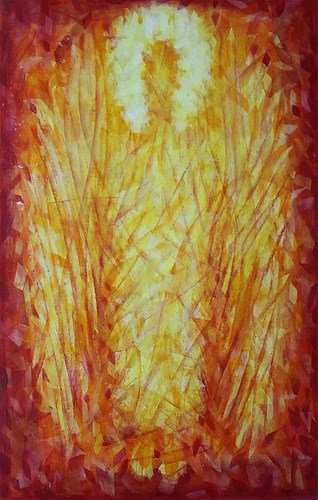
Thiên thần của ngày thứ 197.
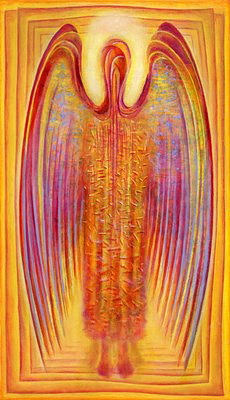
Thiên thần của ngày thứ 229.
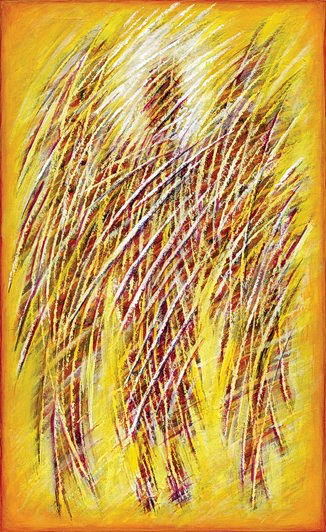
Thiên thần của ngày thứ 254.
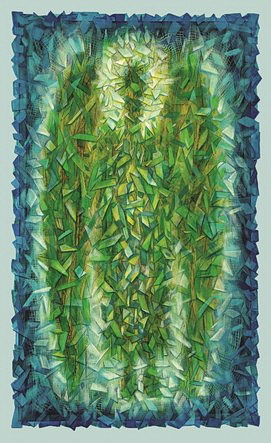
Thiên thần của ngày thứ 279.
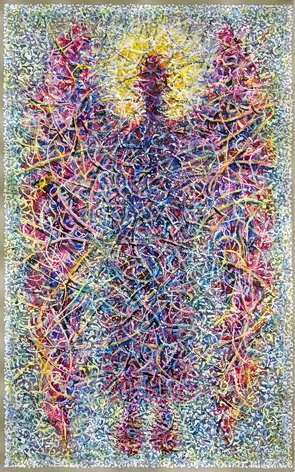
Thiên thần của ngày thứ 314.
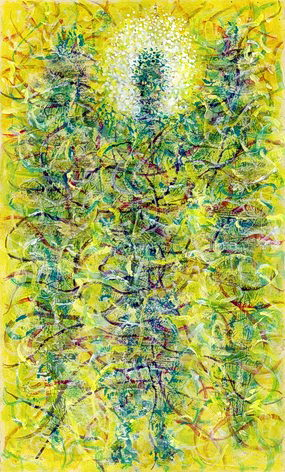
Thiên thần của ngày thứ 325.
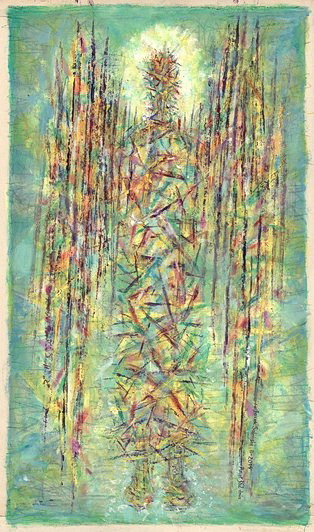
Thiên thần của ngày thứ 362.

## Danh mục
"Chwile obecności (1979-2004)" Publisher: Galeria Autorska,  Bydgoszcz, 2004, ISBN 83-91-4388-5-6